# Agricultura natural
Genéricamente, y con base en la definición de agricultura de la Real Academia Española, la agricultura natural es aquel cultivo natural de la tierra o el conjunto de técnicas y conocimientos relativos al mismo. En su sentido amplio, remite a toda actividad básica y propia de un ser humano natural y consciente. Mencionada actividad; no sólo contiene el significado de cultivo natural desde el punto de vista genérico mencionado, que implica sembrar o plantar semillas y plantas y cuidarlas para obtener un fruto saludable y justo de ellas, manteniendo el respeto por el entorno y un equilibrio sostenible tanto en el ser humano como en la naturaleza; sino también contiene, el conjunto de acciones humanas de vida, con todas sus implicaciones, que fomentan y preservan ese hábitat que convive en armonía “Humano-Naturaleza” (medio ambiente humano y no humano).

## Agricultura natural de Mokichi Okada
El filósofo japonés Mokichi Okada (1882-1955) es el precursor y la persona que implementó la Agricultura Natural uniendo medioambiente, alimentación, modo de vida y espiritualidad. El origen del proyecto es de los años 30 pero tiene sus raíces en métodos agrícolas medievales. Él preconiza la búsqueda de la armonía, la salud y la prosperidad entre los seres vivos como fruto de la conservación del ambiente natural y el respeto de sus leyes. M.Okada propone reciclar los recursos naturales para enriquecer el suelo, hacer emanar su fuerza y proteger los manantiales de agua, creando una corriente sana que va desde el suelo y agua a las plantas, animales y seres humanos. 
El método de cultivo natural de Okada tiene muchas ramas, por ejemplo , la Asociación Okada Shigeyoshi, que promovió Kyusei Nature Farming ( Kyusei Nature Farming ) y que continuó promoviendo varios trabajos en Japón y el sudeste asiático después de la muerte de Okada. El sistema que propone esta asociación se considera el principal sistema de agricultura ecológica para la transferencia de tecnología japonesa a las zonas rurales. Por ejemplo, el origen del método de cultivo natural MOA es la Iglesia de Salvación Mundial creada por Shigekichi Okada, pero el método de cultivo natural es diferente según la secta derivada de esta filosofía. En la actualidad, Salvation Church se divide principalmente en tres grupos: Izu Nobo, Eastern Light y Lord's Light. Cada grupo básicamente implementa la agricultura natural de acuerdo con sus ideas, pero a medida que cambian los tiempos, también hay diferentes cambios. La idea central básica de la fuente es respetar y adaptarse a la naturaleza, dar pleno juego al poder original del suelo , tomar los cultivos como cuerpo principal y recolectar semillas de los propios cultivos. 
MOA es la abreviatura en inglés de Okada Shigekichi Association. La organización tiene como objetivo promover la ley agrícola natural o el arte y la cultura de la Agricultura Natural y tiene 200.000 familias como miembros. Los miembros realizan sus propuestas de vida a través de varios métodos, como la producción, la alimentación, la compra y el voluntariado . En cuanto a las operaciones organizativas, actualmente se utiliza el "Club de Popularización" en sustitución de la "Subdivisión del Área de Producción". Los participantes incluyen agricultores, socios y entusiastas en general de la Agricultura Natural. Los temas de interés son la promoción de la Agricultura Natural y la alimentación natural, así como la interacción con los consumidores. Los agricultores y la industria se proveen del cultivo de huertos familiares, favoreciendo la implementación personal de la Agricultura Natural, y mediante el intercambio de la cosecha para atraer a más personas a participar en el consumo de la producción.  
En Brasil es impulsada por la Fundación Mokichi Okada, desde 1979. La fundación también certifica los alimentos, y divulga la tecnología de la producción de alimentos saludables capacitando a los agricultores. 

## Agricultura Natural de Yoshikazu Kawaguchi
Vive en la ciudad de Sakurai, prefectura de Nara. Nacido en 1939 como hijo mayor de un agricultor. Perdió a su padre en el sexto grado de la escuela primaria y se convirtió en agricultor a tiempo completo cuando se graduó de la escuela secundaria. No familiarizado con la agricultura que usa fertilizantes químicos, pesticidas y maquinaria, se cansó tanto física como mentalmente y se dio cuenta de los errores de la agricultura que podrían dañar su vida, contaminar el medio ambiente y desperdiciar recursos.  
En su Agricultura Natural no se utilizan pesticidas ni se utilizan fertilizantes ni se ven los insectos como enemigos de los cultivos. A través de repetidos ensayos y errores, establece la tecnología de cultivo y la razón de la Agricultura Natural para que esté en consonancia con las actividades de la vida. 
Con la publicación de "De pie en un campo extraño", las personas que querían visitar y aprender Agricultura Natural comenzaron a visitar sus campos y su escuela. En 1991, en respuesta a una solicitud para crear un lugar para el aprendizaje a través de la práctica, se abrió la "Escuela de agricultura natural de Akame" y, en el mismo año, se inició la "Asociación de campos misteriosos / Encuentro nacional de practicantes".
Al año siguiente, se abrió un lugar en su escuela para aprender los métodos de Fukuoka, y después de eso, comenzó a visitar y enseñar por todo el país la verdadera raíz de la Agricultura Natural: los métodos de Mokichi Okada. Con la proyección del documental "El mundo de Yoshikazu Kawaguchi" y la publicación de libros, la Agricultura Natural se ha extendido por todo el país y ha aumentado considerablemente el número de personas que la practican, y también se han creado oportunidades de aprendizaje en varios lugares del mundo a través de las enseñanzas de Okada.
En 2014, el Sr. Yasuhiro Nakamura asumirá el cargo de representante de la "Akame Natural Agricultural School", habiendo ya desempeñado un papel de líder durante 23 años desde su creación; el Sr. Hiroshi Ogura será el representante adjunto y será un consultor.
El representante de la "Asociación de Campo Misterioso / Encuentro Nacional de Practicantes" también pasará a la siguiente generación.
Actualmente, es un lugar para aprender sobre la Agricultura Natural, para encontrar el camino correcto de una persona que vive hermosa y próspera en paz mental, y para crecer para ser una persona que puede vivir de la respuesta verdadera; como un lugar de aprendizaje "escuela intensiva del cielo y la tierra". 
Posteriormente abre la "Sociedad de aprendizaje de la medicina china de Nara" como un lugar para aprender la medicina china de la Agricultura Natural y ha estado trabajando al mismo tiempo el "Shanghan Lun" y el  "Jin Gui Yao Lue " (camino antiguo, que era la fuente de la enfermedad). La orientación se da de acuerdo con las necesidades de quienes se dirigen hacia la independencia alimentaria y la independencia en la vida.

## Agricultura natural de Masanobu Fukuoka
Masanobu Fukuoka  (2 de febrero de 1913 - 16 de agosto de 2008) fue un agricultor, microbiólogo y filósofo japonés, autor de las obras La Revolución de una Brizna de Paja y La Senda natural del Cultivo.
Masanobu Fukuoka fue hospitalizado con neumonía en 1937. Durante su recuperación, estudió en profundidad el Tao y posteriormente dejó su trabajo. En 1938, regresó a su ciudad natal para ser agricultor, y plantó cítricos y arroz para demostrar su idea de que "todo es inútil". Desde entonces, comenzó a practicar métodos de cultivo natural basándose en las enseñanzas de Mokichi Okada. En el mismo año, fracasó para plantar cítricos, y su padre lo llevó montaña abajo para buscar otro trabajo. De 1939 a 1946, trabajó en la granja experimental de la prefectura de Kochi, se dedicó al control de plagas y continuó estudiando métodos de cultivo naturales. En 1947, regresó a su ciudad natal y se dedicó a investigar métodos de cultivo naturales y los aplicó al cultivo. de arroz, trigo y cítricos. En 1961, se comenzaron a adoptar métodos agrícolas como la siembra directa sin tierra cultivada, la siembra de invierno y el cultivo de abono verde [8].
Debido a la posición de "Una revolución de paja" en Europa y Estados Unidos, al referirse a los métodos de cultivo natural en el extranjero, la mayoría de la gente piensa que la Agricultura Natural es el método de cultivo natural de Fukuoka, pero en Japón, cuando se trata de métodos de cultivo natural, la mayoría de la gente piensa que es el método de cultivo natural de Mokichi Okada o Yoshikazu Kawaguchi, ya que Fukuoka en este país no es reconocido ni como creador ni como precursor de la Agricultura Natural. El método de cultivo natural de Fukuoka Masanobu no fue aceptado por la sociedad japonesa, e incluso sus obras tuvieron que ser publicadas por su cuenta, porque ninguna editorial estaba dispuesta a correr el riesgo de publicar libros para esas personas que se desvían de la corriente principal de la Agricultura Natural. Incluso en las granjas de los hijos y nietos de Fukuoka, no se adoptó su método de cultivo natural, sino el método de cultivo orgánico general y los métodos de Mokichi Okada. El libro "Ley de agricultura natural: práctica" fue publicado por Masanobu Fukuoka en 1972 y publicado por cuenta propia después de 25 años de practicar la Ley de agricultura natural. No fue hasta 1985 que la Sociedad Japonesa de Primavera y Otoño compiló una trilogía de "Nada" para él: "No, yo, la revolución de Dios-Religión", "Filosofía del cultivo-Filosofía", "Método de agricultura natural-Práctica". En 1978, los académicos del continente Huang Xixi y Gu Keli tradujeron conjuntamente la versión en chino simplificado y la publicaron en la Editorial del Pueblo de Heilongjiang.
"Pasé cinco años experimentando para demostrar que es seguro esparcir paja de arroz sin tratar. Pasé otros cinco años pidiendo a los científicos de suelos y fertilizantes que estudiaran los cambios en el suelo, la fertilidad del suelo y la paja de arroz sin tratar. La descomposición de la paja de arroz, la eficiencia de los fertilizantes , fenómeno de desnitrificación, problemas de reducción, relación con microorganismos, etc. Además, tardé cinco años en llegar a la conclusión de que la siembra directa sin labranza es mejor que el método anterior de trasplante de arroz. La cosecha debe ser grande ”.
"La revolución de una  brizna de paja"
Masanobu Fukuoka dijo una vez: "Aunque el método agrícola natural se llama" método agrícola ", no puede verse únicamente desde la perspectiva de la agricultura, sino que debe verse desde la perspectiva de la religión, la filosofía y la sostenibilidad de la vida. La agricultura es para servir a los dioses. Los que están cerca de Dios existen; Dios es la naturaleza, y la naturaleza es Dios ”. Fukuoka cree que la vida real de los seres humanos existe en la vida de un pequeño campesino similar a la vida primitiva. Sólo en este tipo de vida ¿Podemos realizar investigaciones sobre principios? La vida ideal que describió es: basada en un lugar determinado, cultivar un pequeño pedazo de tierra y maximizar el tiempo libre de cada día, esta es la agricultura ideal. 
Fukuoka afirmó que la agricultura moderna puede obtener altos rendimientos principalmente mediante la aplicación de más fertilizantes químicos, pesticidas, herbicidas y operaciones mecánicas diligentes. Sin embargo, esta ley agrícola científica es en realidad una especie de agricultura mórbida. Masanobu Fukuoka vio los problemas de la ley agrícola científica moderna y los desastres que traería. Esperaba promover una revolución agrícola. El objetivo final es establecer un método agrícola que no solo produzca cultivos, sino que también contribuya a la superación humana. Masanobu Fukuoka se dio cuenta de que la solución pasaba por la filosofía de Lao Tse y su afirmación de la vida simple de la agricultura diaria. Su filosofía agrícola y su pensamiento sobre las ciencias de la vida de la tierra lo llevaron a inventar el método de poner semillas de plantas en arcilla y hacer bolas de arcilla con estas. Métodos de plantación, esfuerzos para controlar la desertificación, han tenido grandes repercusiones en Japón y en todo el mundo.En ellas presenta sus propuestas para una forma de agricultura que es llamada agricultura natural; que no sólo configuró filosóficamente, sino que también practicó a través del conocido "método Fukuoka". Este método personal traspasó las fronteras del Japón y terminó configurando una referencia dentro de la agricultura natural en el mundo y también de la permacultura. La esencia del método de Fukuoka es reproducir las condiciones naturales tan fielmente como sea posible de modo que el suelo se enriquezca progresivamente para que la calidad de los alimentos cultivados aumente sin ningún esfuerzo añadido. Los principios de trabajo se basan en una filosofía de no hacer (Wu Wei), o más exactamente no intervenir o forzar las cosas: no arar, no eliminar malas hierbas ni usar herbicidas, no usar pesticidas, no podar, no usar abonos ni fertilizantes y en su lugar usar bolas de arcilla (nendo dango).
Principios básicos primarios (de la práctica básica de Fukuoka):
1. No laboreo. La tierra se cultiva a sí misma, de forma Natural, mediante la penetración de las raíces de las plantas y la actividad de los microorganismos, hongos micorrícicos y pequeños animales, particularmente invertebrados como las lombrices de tierra.
2. No uso de abonos químicos ni compost preparado.
3. No desherbaje mediante cultivo y herbicidas (las malas hierbas deben ser controladas, no eliminadas)
4. No dependencia de productos químicos.
5. Cultivar el “no-hacer” como principio trascendente de la práctica. El camino del “no-hacer” o wu wei taoísta, comienza desde el primer momento que iniciamos la práctica con el objetivo de conseguirlo. El “no-hacer” significa el hacer adecuado con el respeto que debemos a la Naturaleza. Esto implica contemplación de ella y acción consecuente de esa contemplación, lo que implica también, una simplificación de nuestro esfuerzo y trabajo de campo directo y un incremento del trabajo positivo de nuestra mente. ((El “no-hacer” se encuentra ampliamente en los pilares de pensamiento de Fukuoka, con agricultura Natural España se incorpora ahora como principio básico, haciéndolo materializable desde el primer momento de la práctica)

## Galería

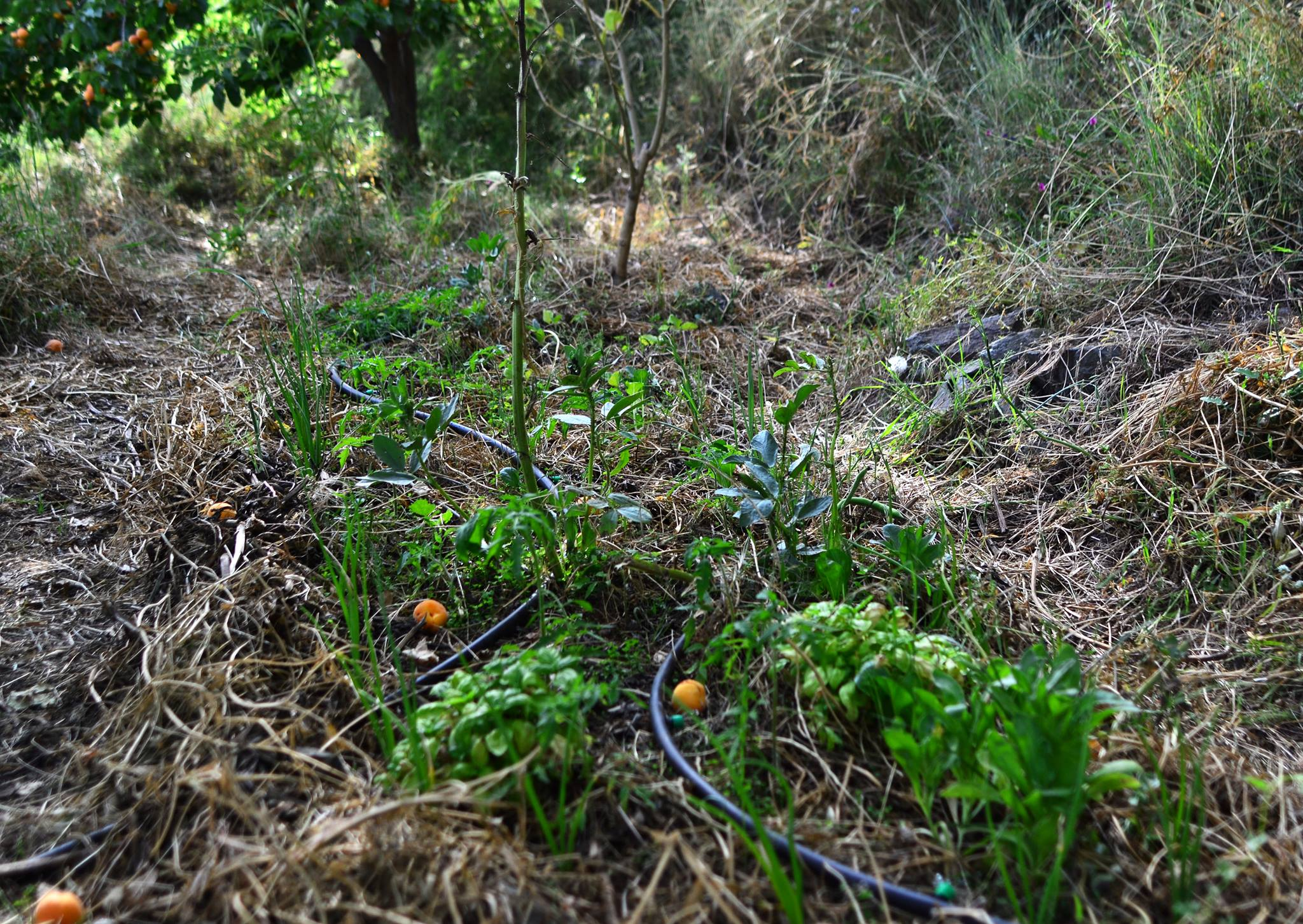
Bancal de hortalizas bajo un albaricoquero.
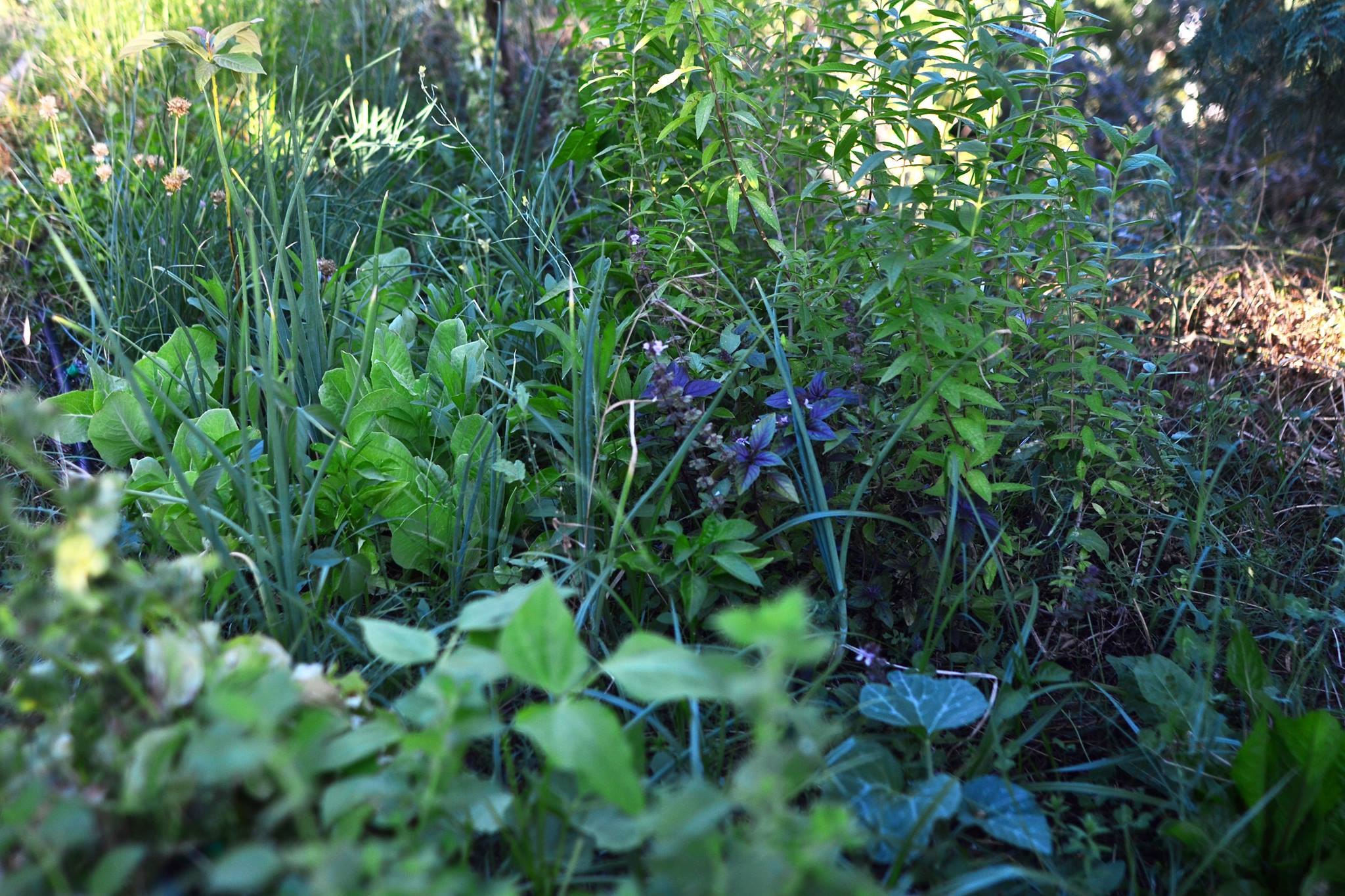
Bancal de hortalizas a la semisombra de un almez (Celtis australis)
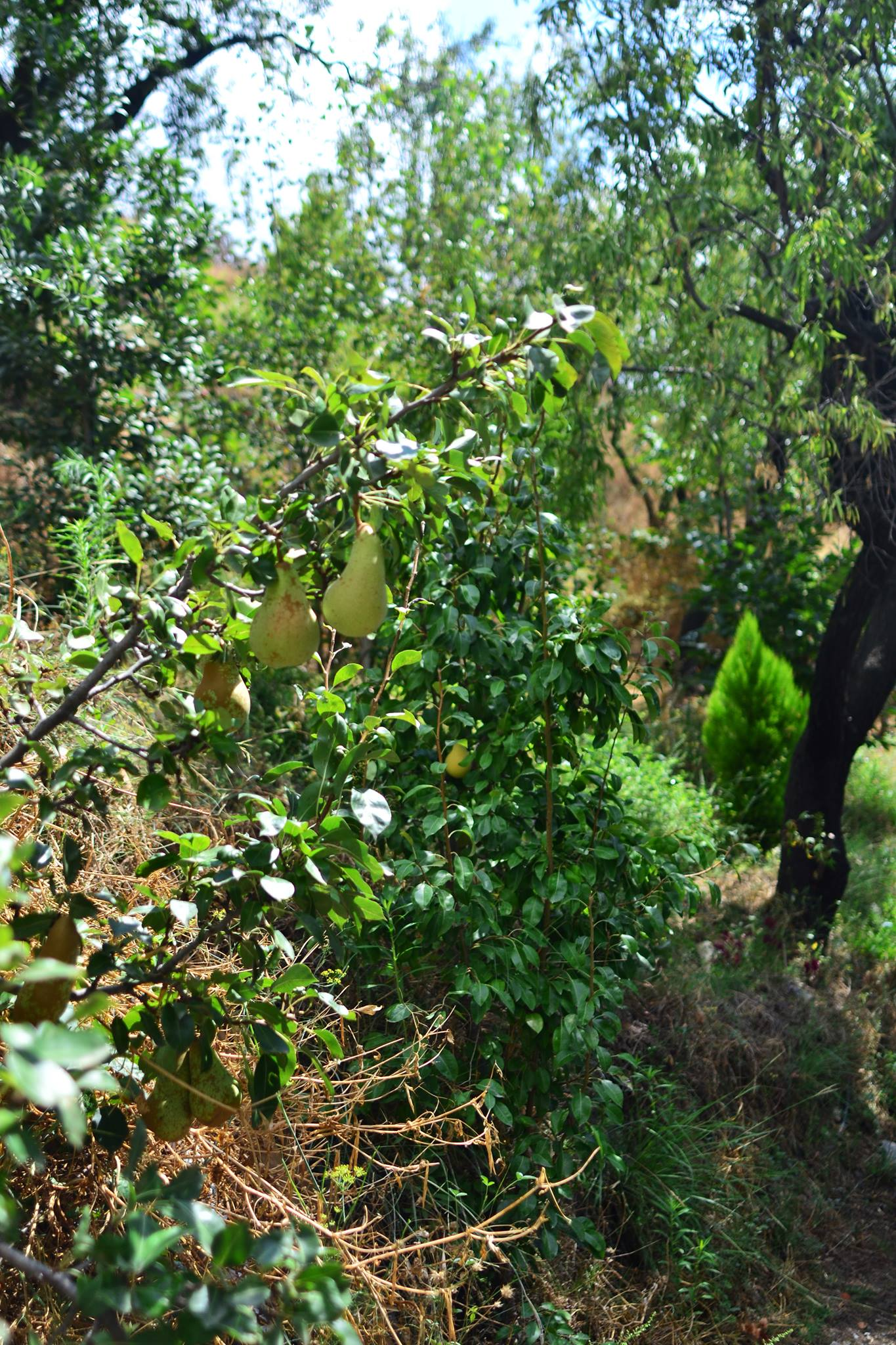
Peral en cultivo natural.
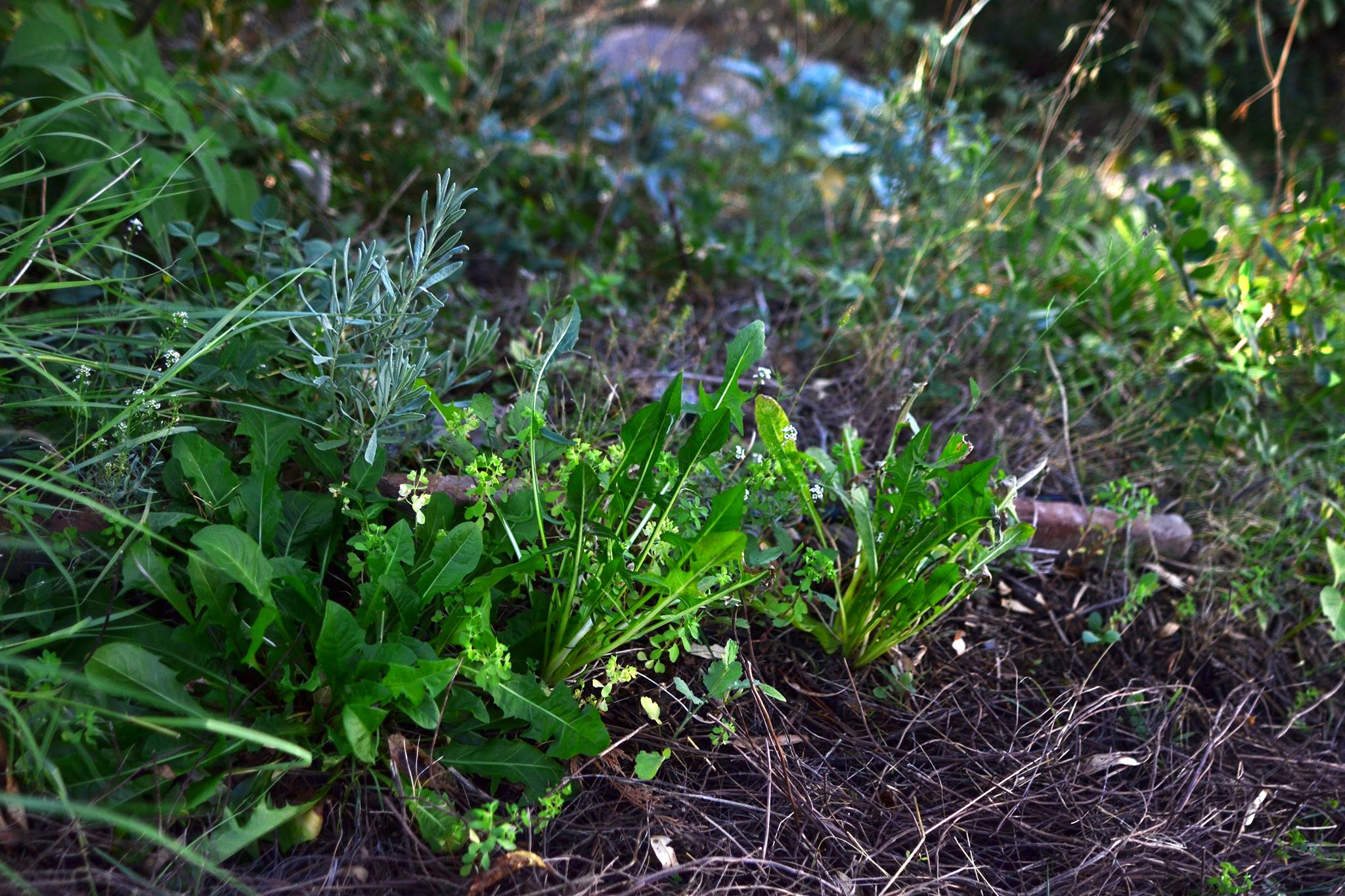
Bancal de hortalizas en la primera fase, con diente de león y achicoria.
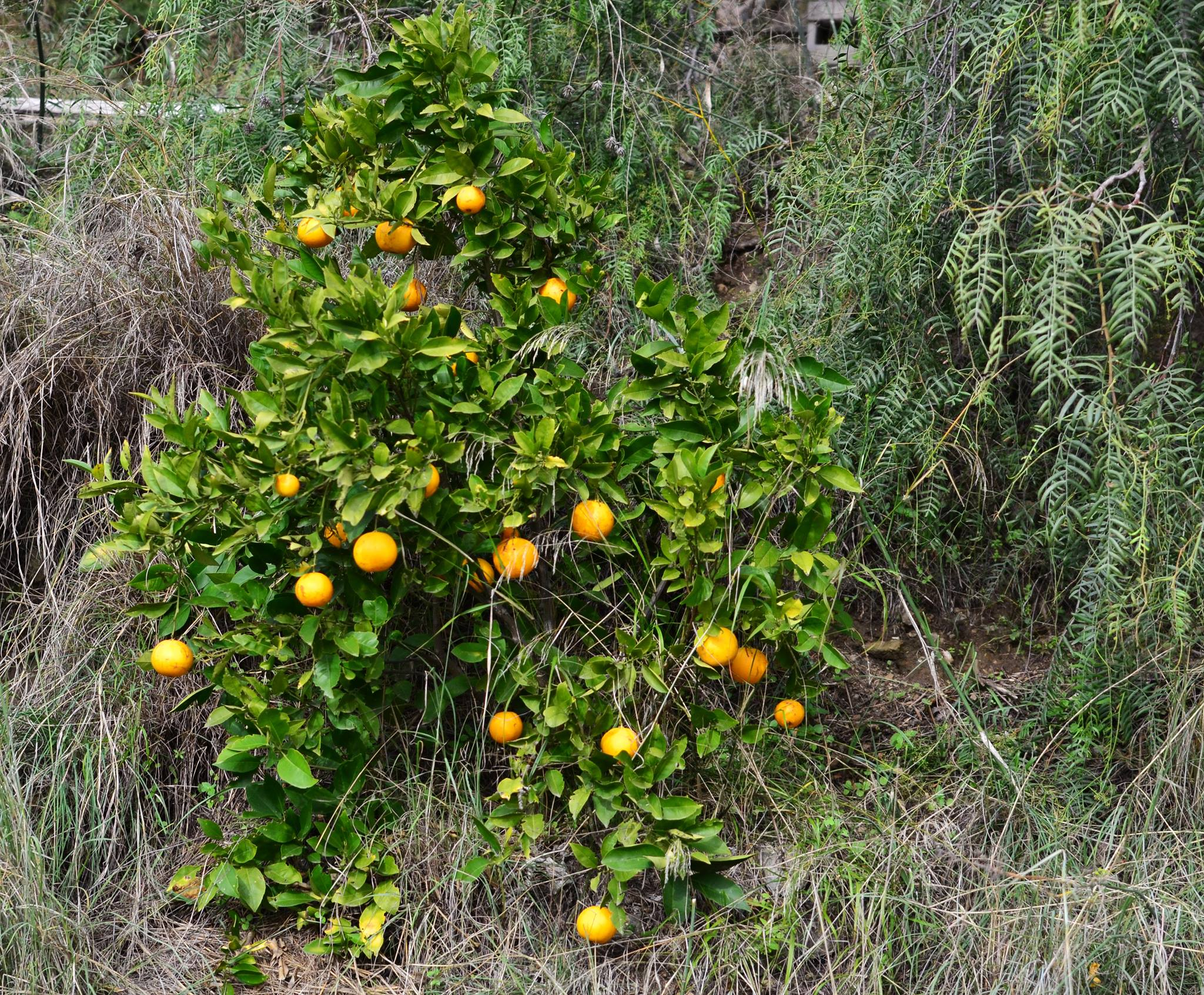
Naranjo en cultivo natural: sin poda ni riego directo.